# Ishtar Yasin Gutierrez
Ishtar Yasin Gutierrez (Moscou, 1968) é um diretora de cinema russa.